# Оценте
Оценте (пол. Ocięte) — село в Польщі, у гміні Садовне Венґровського повіту Мазовецького воєводства.
Населення — 338 осіб (2011).
У 1975-1998 роках село належало до Седлецького воєводства.

## Демографія
Демографічна структура станом на 31 березня 2011 року:
|          | Загалом | Допрацездатний вік | Працездатний вік | Постпрацездатний вік |
| -------- | ------- | ------------------ | ---------------- | -------------------- |
| Чоловіки | 167     | 45                 | 101              | 21                   |
| Жінки    | 171     | 32                 | 98               | 41                   |
| Разом    | 338     | 77                 | 199              | 62                   |